# リヤサスペンション (オートバイ)

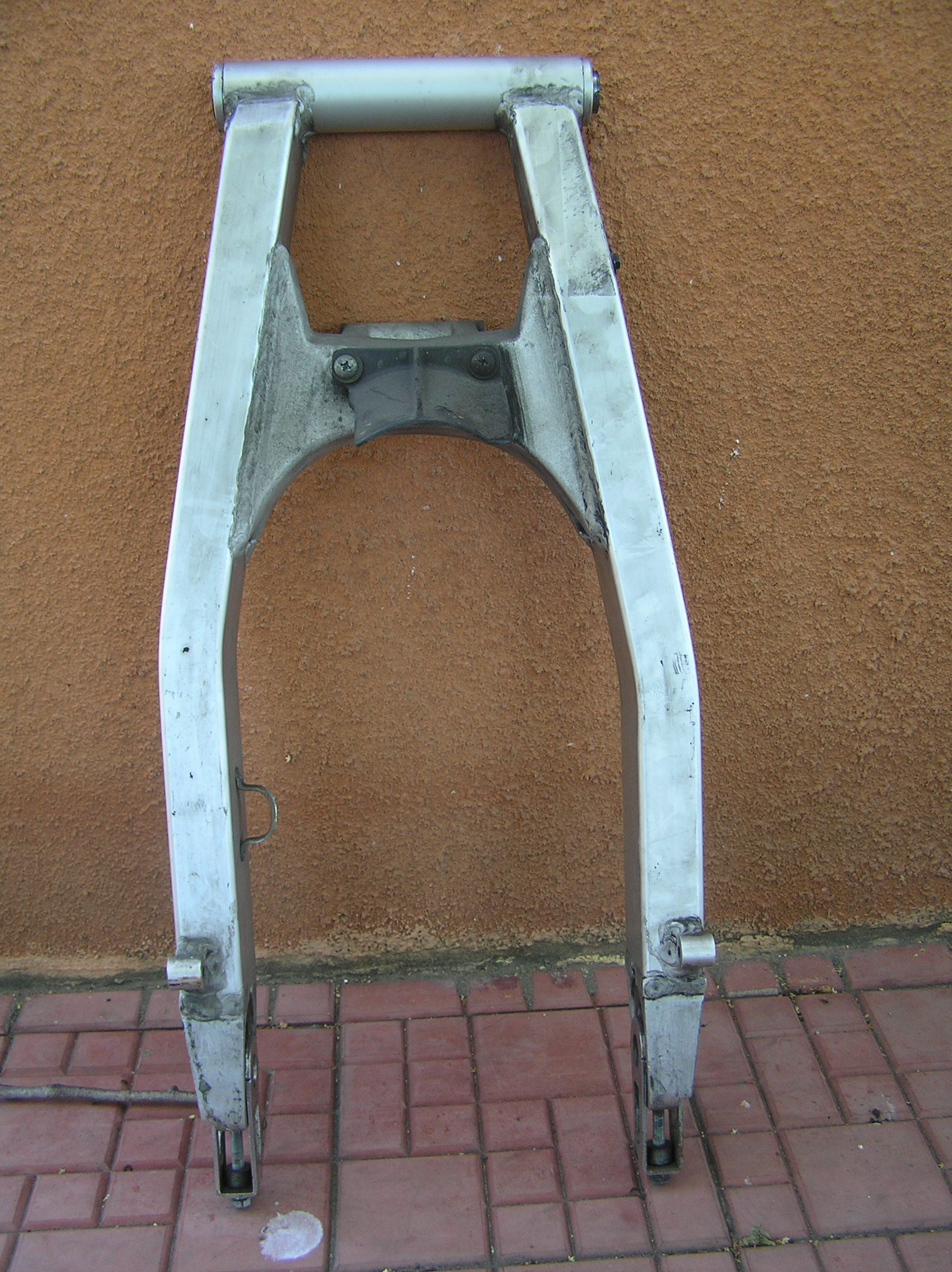
両持ちスイングフォーク形式のスイングアーム

オートバイのリヤサスペンションは車体を構成する要素の一つで、車軸を支持しながら路面の凹凸を吸収して振動を抑制しタイヤの接地を適切に保つための構造である。

## 概要
初期のオートバイは自転車にエンジンを付けただけの形態で、前後輪ともにサスペンションを持たない車体構造であった。やがてエンジン性能の向上に伴い、安全でより速く走行するために、はじめは前輪にサスペンションが組み込まれ、やや遅れて後輪にも組み込まれて現在に至っている。
現在の典型的なオートバイはリヤサスペンションにスイングアームを持つ。
フロントサスペンションは第一次世界大戦前までには普遍的に採用されたが、リヤサスペンションを持たない車種は多く、代わりにサドルにばねが付けられていたものが多かった。こうした車両の構造はリジッドフレームと呼ばれている。現在では、ほとんどの車種でスイングアーム式が採用されていて、スクーターにはユニットスイング式が用いられる例が多い。
リジッドフレーム構造は現在でも改造車として製作する業者がある。日本では改造車を輸入して登録することはできるが、登録済みの車両をリジッドフレーム構造に改造することは保安基準に適合しない。
現在のオートバイでリヤサスペンションに使用されるスプリングとダンパーは、ほとんどの場合でダンパーの外側にコイルスプリングを被せて一体化されたコイルオーバーユニットが採用されている。

## スイングアーム式
スイングアーム(swing arm)式はトレーリングアームサスペンションの一種であり、車体フレームに回転可能に支持されたスイングアームの後端に車軸が支持される。車軸の左右両方を支持する物と片側だけを支持する物がある。車体フレームと同様に、部品コストを重視する車種では鋼管で作られ、ばね下重量の軽さを重視する車種ではアルミニウム押出成形材で作られる。フレームに支持される軸（ピボットシャフト）には強い荷重がかかるため、樹脂ブッシュを介してフレームへの強い衝撃を防止したり、ローラーベアリングで回転をスムーズにしたりといった工夫がされていることが多い。
スイングアームには駆動伝達装置や制動装置の部品が固定される場合が多い。車種によってはタンデムステップやサイドスタンドが取り付けられる。
車軸の左右両方を支持するスイングアームはスイングフォーク(swing fork)とも呼ばれ、ピボットシャフトやその近辺で左右がつながった二又のフォーク状のアームの間に後輪が支持される。後述の片持ち式と対比して両持ち式と呼ぶ場合がある。
車軸の片側だけを支持するスイングアームは片持ちスイングアームまたはプロアームとも呼ばれ、後輪の交換は容易なものとなるが、リヤサスペンションのばね下重量は増加する。これは両持ち式スイングアームと同じ剛性を確保するために、より多くの材料を追加する必要があることによる。片持ち式スイングアームの採用例として、ホンダ・VFR800やBMW・Rシリーズ、Kシリーズ、耐久レースへの参戦を意図して設計されたホンダ・RVF/RC45、ドゥカティ・916などが挙げられる。ドゥカティ・1098は純粋にスタイリング上の理由から片持ち式が採用されている。MVアグスタ・F4シリーズはマグネシウム合金製の中空断面スイングアームを採用して、バネ下重量の欠点を補っている。
多くのスイングアームにはピボット部分にグリースを注入するためのグリースニップルが用意されており、定期的な注油を行う必要がある。ピボットシャフトに組み込まれた樹脂ブッシュの硬化やニードルベアリングの摩耗が発生してサスペンション性能が低下する場合もあるため、ピボットシャフトの分解整備が必要となる場合もある。
スイングアーム式サスペンションでは、ばね下重量の軽減のために軽量な材質のものに交換する場合やピボット部やリンケージにベアリングを内蔵した物に交換する場合、タイヤ幅を太くするために左右の幅が広い物に交換する場合がある。ドラッグレースやヒルクライム競技では前輪の浮き上がりを抑えるために、標準装備されるスイングアームよりも長いものに交換してホイールベースを延長する場合がある。長いスイングアームをロングスイングアーム(long swing arm)とよび、日本では略して「ロンスイ」とも呼ばれる。スカチューンと呼ばれる外観重視の改造でも用いられる場合がある。
スイングアームに対するスプリングとダンパーの配置によりいくつかの方式に分類できる。

### ツインショック

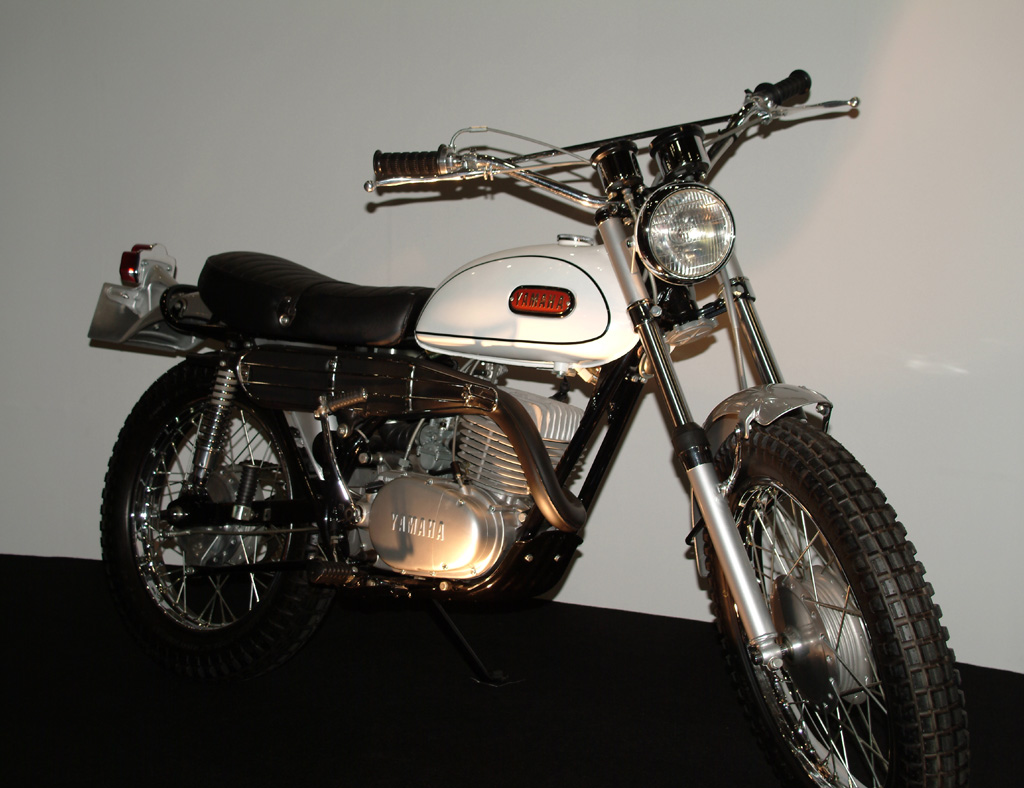
ツインショック式スイングフォークの例、ヤマハ・DT-1

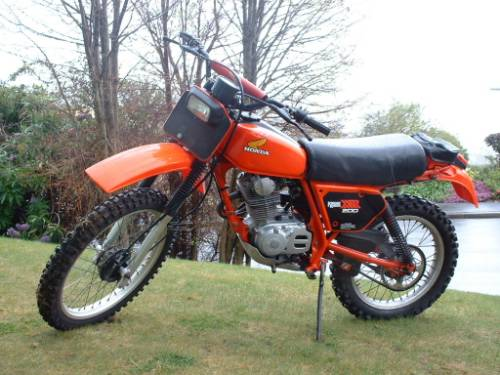
1980年式ホンダ・XR200。オフロードバイクにツインショックが採用された終末期の車種で、DT-1と比べると大きく前傾したショックアブソーバーが特徴である。

車軸を左右で支えるスイングアームの両側に、車体フレームとの間に2本のコイルオーバーユニットを配置した、古くから用いられている方式である。構造が簡単で製造コストや整備コストが低く実用車やミニバイクでは今でも採用する例がある。あるいは伝統的な外観でデザインされたオートバイにも採用され、ヤマハ・SRやホンダ・CB1300スーパーフォアなどでみることができる。
オフロード向けの車種ではホイールトラベルを長くするために、コイルオーバーユニットのスイングアームに固定される側は車軸に近い位置に、車体フレームに固定される側はスイングアームのピボットに近い位置に配置された。

### カンチレバー

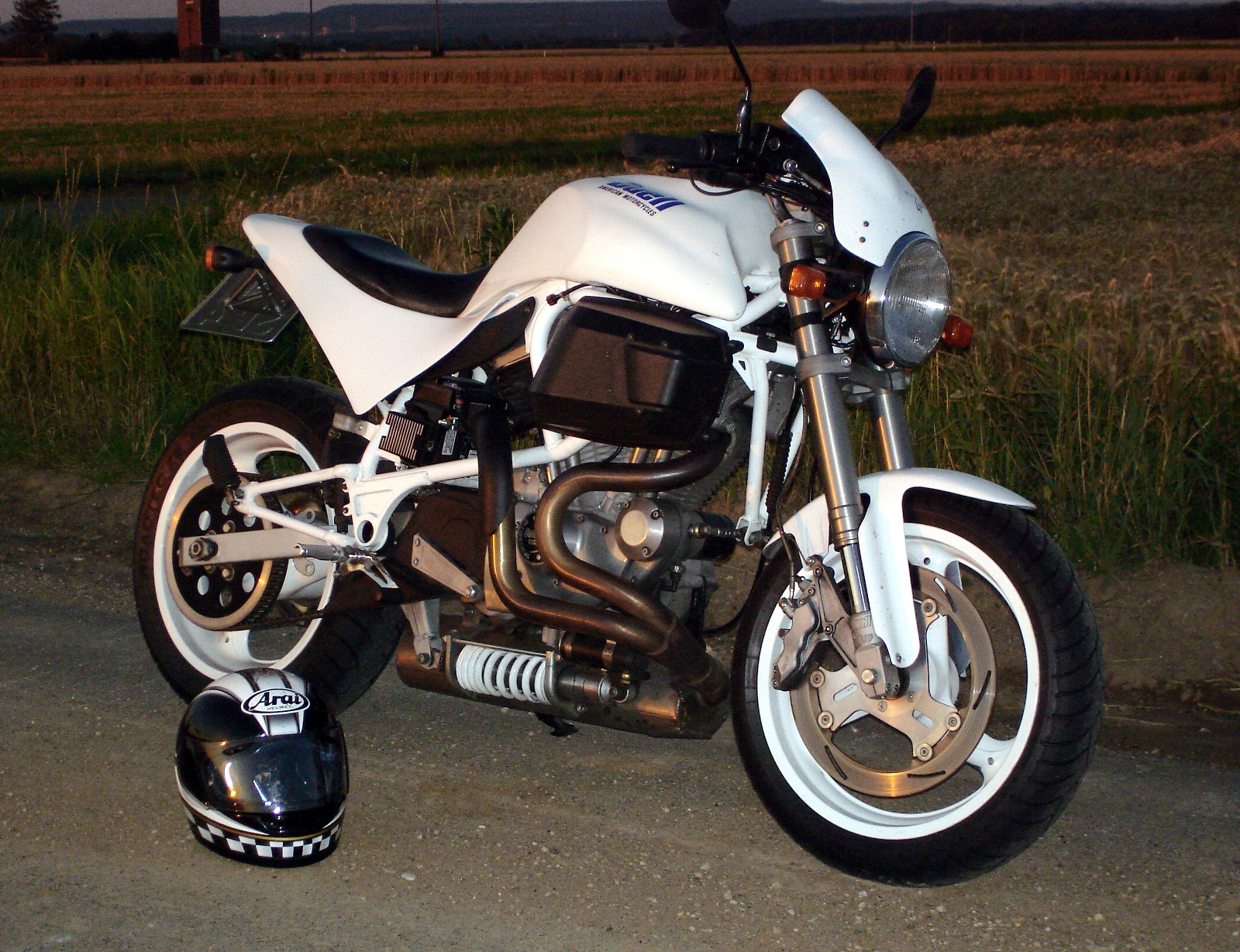
引張式カンチレバーの代表例、ビューエル・S1 White Lightning

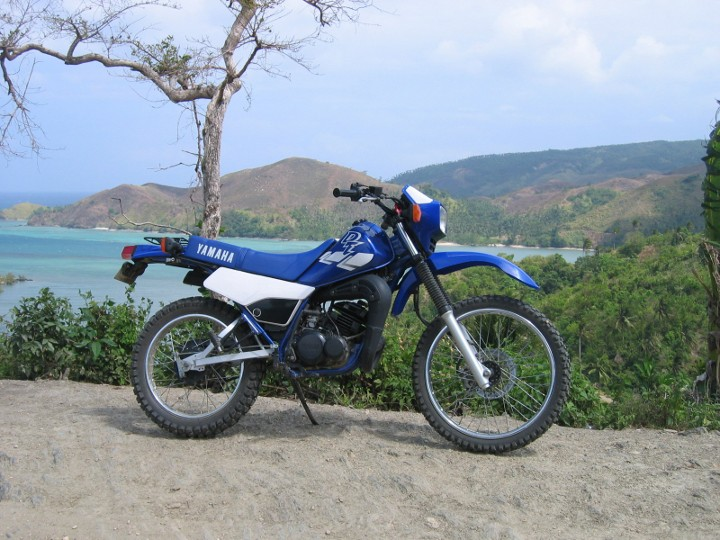
圧縮式カンチレバーの例、ヤマハ・DT125D。

カンチレバー式(Cantilever)スイングアームは側面から見るとL字型または三角形の構造を持ち、ピボット軸付近の車体フレームにスプリングとダンパーを水平に近く寝かせて配置した方式である。1組または2組のコイルオーバーユニットが用いられるほか、スプリングとダンパーが分離して配置された物もあった。この方式には、ピボットの上方に圧縮形のコイルオーバーユニットを配置する例と、ピボットの下方に引張形のコイルオーバーユニットを配置する例がある。ツインショックと比較すると、ホイールトラベルを大きくとることができ、コイルオーバーユニットを車体の重心近くに配置してピッチングやヨーに対する慣性モーメントを小さくすることができる。また、車体下部に配置するものは車体の重心を低くすることもできる。

### モノショック

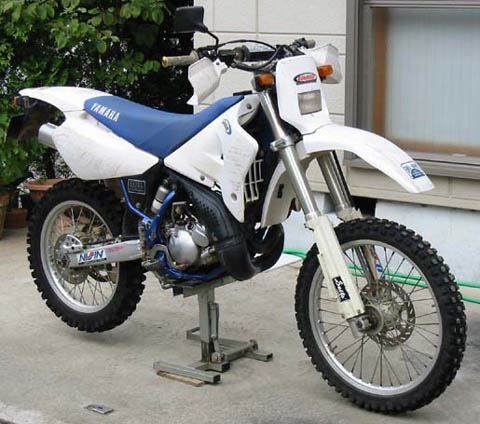
モノショック式スイングフォークの例、ヤマハ・DT200R。市販車への採用は日本では1977年のヤマハ・DTシリーズが初である。

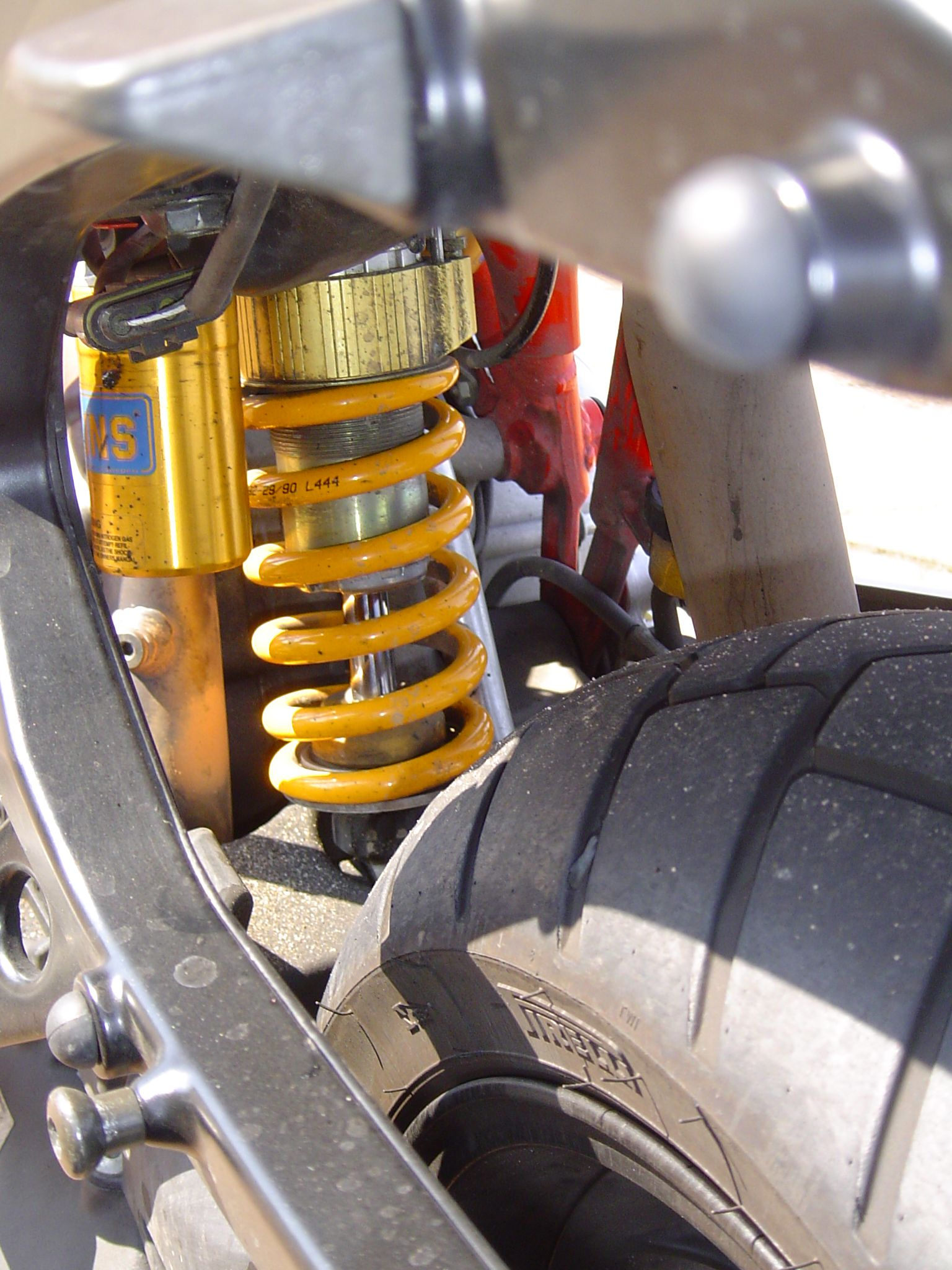
ドゥカティ・ムルティストラーダのモノショック、オーリンズ製）

モノショック式(mono shock)は、圧縮形の1本のコイルオーバーユニットを車体の中央のエンジン後部に垂直に近く立てて配置し、リンクを介してスイングアームのピボット付近を支持する構造である。リンクがダンパーユニットよりも上方にある形式をトップリンク式、下方にある形式をボトムリンク式と呼ぶ。
ツインショックと比較すると、ホイールトラベルを大きくとることができ、ダンパーユニットを車体の重心近くに配置してピッチングやヨーに対する慣性モーメントを小さくすることができる。また、車体下部に配置するものは車体の重心を低くすることもできる。リンクの長さや角度の設計により、ホイールトラベルに対するスプリング荷重の変化が非線形的なサスペンション特性を持たせることができる。典型的にはストロークが小さい領域では柔らかく、ストロークの増加に伴って硬く底突きしない特性が与えられる。また、ツインショックと異なり左右のショックアブソーバーを同調する必要がなく、調整が容易となる。
1970年代から1980年代にかけて、オートバイのリヤサスペンションの設計とパフォーマンスの進歩の結果、後輪の上下量が増大した。リヤサスペンションの性能向上に焦点が注がれたこの期間以前は、殆どのオフロードバイクは概ね3.5から4インチ(9-10cm)程度のホイールトラベルしか持っていなかった。この時期以後のオートバイは殆どが約12インチ(30cm)のホイールトラベルを有する様になった。この期間の終わりまでに普遍的に使用されるようになったのは、それまでのツインショックに代わり1本のショックアブソーバーを使用して構成されるリヤサスペンションであった。
ホンダはモノショックをプロリンクサスペンション (Pro-link)と呼称し、カワサキはユニトラック (Uni-Trak)、ヤマハはモノクロス (Monocross)、スズキはフルフローター (Full-Floater)とそれぞれ呼称している。
ヴィンテージモトクロスレースはある程度以前の年代のモトクロスバイクで開催される。このようなカテゴリーではより性能に優れるモノショック車がレースの支配的な地位を占めない様に、互いに直接的な競合を防ぐ目的でモノショックとツインショックで別々の競技が開催される。

## 平行リンク式
平行リンク式はスイングアームに平行したリンクロッドを追加してブレーキ装置と車体フレームを連結した方式である。従来のスイングアーム式ではリヤブレーキの作動による反トルクによって、スクワットとも呼ばれるサスペンションの沈み込みが発生し、極端な場合は後輪の接地面圧が不安定に変動してブレーキがロックしやすくなる。追加されリンクロッドはトルクロッドとも呼ばれ、ブレーキ装置に発生する反トルクによる沈み込みを打ち消すように働く。
平行リンク式のうち、駆動伝達にシャフトドライブを採用した車種では、「パラレログラモ」（マーニ）や「パラレバー」(BMW)、「CARC (Cardano Reattivo Compatto, compact reactive shaft drive)」（モト・グッツィ）などと呼ばれる。シャフトドライブでは加減速の際にベベルギアに伝達する駆動力の反トルクによりリヤサスペンションが上下する挙動を示すが、平行リンク式はブレーキ装置だけでなくベベルギアにかかる反トルクも打ち消す働きをする構造である。

### パラレログラモ

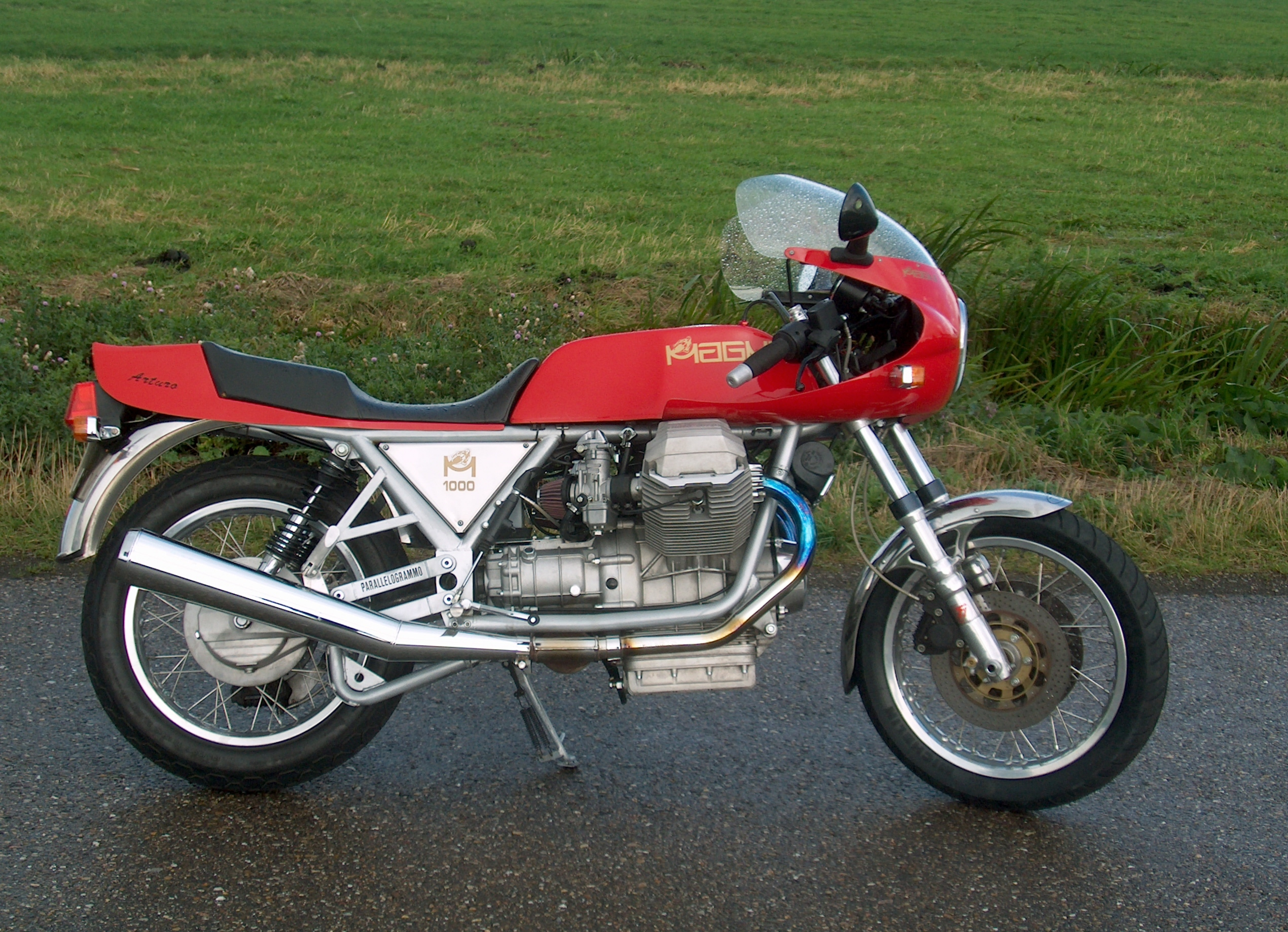
パラレログラモを採用するMagni Arturo

平行リンク式サスペンションをシャフトドライブに採用した最初の事例であるパラレログラモ・サスペンション(Parallelogramo Suspension)は、MVアグスタのカスタムビルダーでもあった イタリアのマーニによって開発され、1985年に同社のマーニ・"ル・マン"に搭載された。この2本のリンクロッドが平行四辺形(イタリア語:Parallelograma)を描くように見えることから、同社はパラレログラモと命名した。同様のシステムはその後他社でも開発が行われている。

### パラレバー

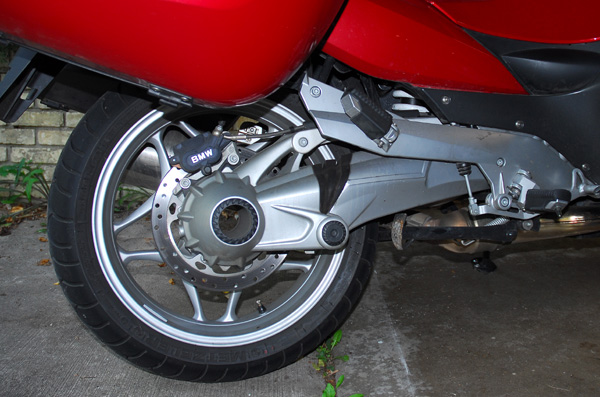
BMW・R1200RTのパラレバー・リアサスペンション

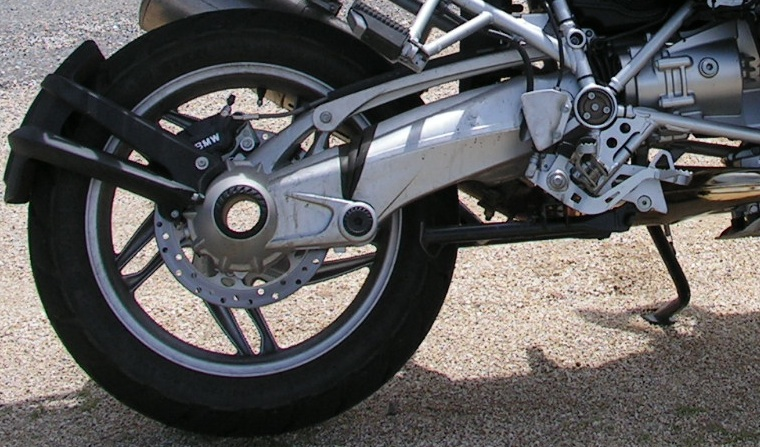
パラレバー・リアサスペンションを採用したR1200GS

パラレバー(Paralever)は平行リンク式シャフトドライブのBMWにおける名称である。パラレバーはシャフトドライブの構成全体とスイングアームを兼ねた構造である。ベベルギアのギアケースはドライブシャフトケースから分離してリンクアームでトランスミッションと連結し、ベベルギアケースが車体フレームと平行を保ちながらスイングする。ブレーキ装置はベベルギアケースに固定されている。パラレバーは1988年のBMW・R80GSとR100GSから採用された。

### Ca.R.C.

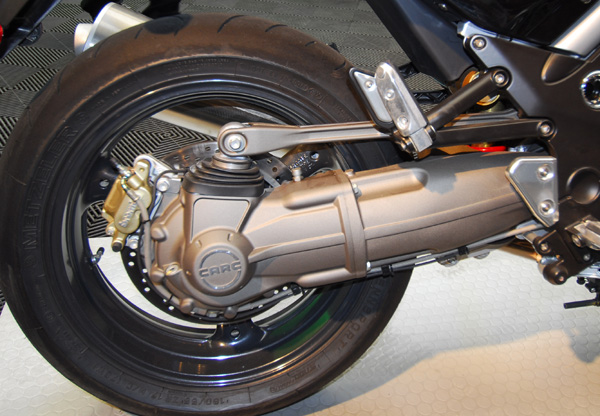
モト・グッツィのCA.R.C.

モト・グッツィはコンパクトリアクティブドライブシャフト(Compact Reactive Drive Shaft/Ca.R.C./カルク)という商標で2005年から採用している。主な相違点はスイングアームとベベルギアケースを分離して可動構造とするのではなく、ドライブシャフトが中空の片持ちスイングアームの内部に収められた浮動構造となっている点である。アッパーアームはパラレバーのように車軸の位置決めを分担する存在ではなく、ブレーキ装置からの反トルクを受けるだけである。

### テトラレバー
川崎重工業のカワサキ・1400GTRでは、超高速域での剛性向上を重視してパラレバーをベースに両持ちのスイングフォーク形状とした、テトラレバー(Tetralever, 4本レバーの意)が採用された。

## リーフばね式
リーフばね式は後輪車軸の上下にリーフスプリングを配置して、スプリング自身がリヤアームとして軸の位置決めを兼ねる構造である。スプリングの一端が車体に固定され、多端が車軸の上下によってたわむカンチレバー構造である。リーフスプリングの板間摩擦によって減衰力が発生するためダンパーは省略される。アメリカのインディアンから1913年に発売された車種に採用された。

## プランジャー式

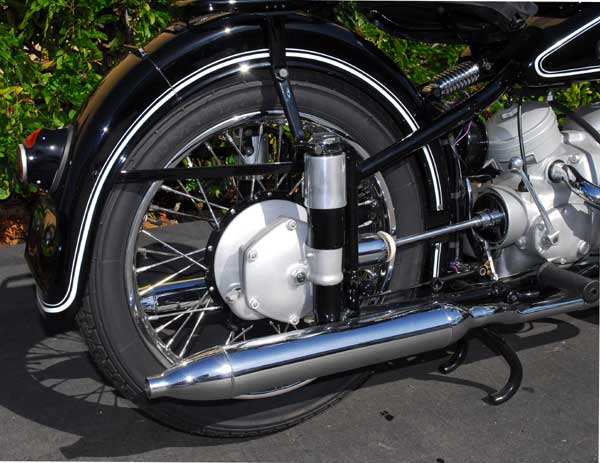
1953年式BMW R51/3のプランジャーサスペンション

プランジャー式は、後輪付近に立てて配置された円筒に沿って上下にスライドするスライダーが車軸を支えている。スライダーは円筒内部に組み込まれたコイルスプリングで保持されて上下動し、円筒は車体フレームの後端部に固定される。車軸とドリブンスプロケットは垂直にストロークするのでドライブスプロケットとの距離の変化が大きく、ドライブチェーンの耐久性に影響を及ぼす。そのため、ストロークを大きくできない欠点を持つ。 1913年にen:Pope_Manufacturing_Companyから発売された車種 や、アドラー、アリエル、BMW、BSA、インディアン、MZモトラッド、ノートン、ツェンダップなどに採用された。

## ハブクッション式
ハブクッション式はサスペンションユニットを後輪ハブ内に収めた構造である。車体フレームはリジッドフレームが車軸を支持するのと同様に、スライダと呼ばれる部品を固定支持する。スライダーはドライブチェーンの軸間距離に相当する半径を持つ円弧形状で、ハブに内蔵された円弧状のスライダーガイドを上下に揺動する。ハブはスライダーの上下に配置されたコイルばねで支えられて路面の凹凸を吸収する。プランジャー式と異なりドライブチェーンへの負担は少なくなるが、ハブの内側という限られたスペースに納められるためストロークは大きくない。

## ユニットスイング式

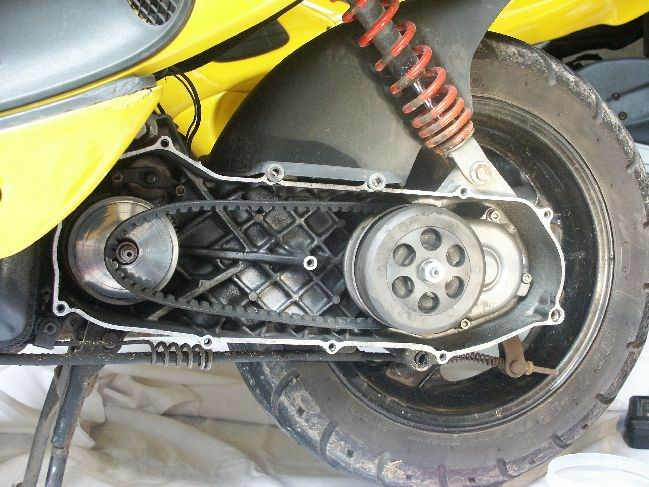
スクーターのユニットスイングの内部構造

ユニットスイング式(Unit Swing)は、エンジンとトランスミッション、後輪軸受けを一体としたユニットが前部を車体フレームに支持され、スイングアームのように動作する構造で、スクーターに広く採用されている。ユニットの中央付近で車体フレームに支持される方式も採用された例があり、座席の下方に配置されたピボット部に対してエンジンが前方に配置されていて、エンジンと車輪が互いにカウンターバランスのように上下に揺動することから、カウンターバランス式と呼ばれる。カウンターバランス式はエンジンを露出させるデザインとするために採用された。
エンジンと駆動伝達系をコンパクトにまとめることができる。後輪の上下動によってチェーンやベルトの張りが変化しないため、駆動系統の耐久性を確保しやすい。一方、エンジンやトランスミッションなどの重量の一部もばね下重量となる欠点を持つ。また、フレームのスペースによってはホイールトラベルが制限されたり、大きくて重い多気筒エンジンを搭載することが難しい。

## 参考資料
- 特許庁ホームページ【技術分類】21-4-1 自動二輪車サスペンション／リヤサスペンション1／トレーリングアーム式
- 特許庁ホームページ【技術分類】21-4-2 自動二輪車サスペンション／リヤサスペンション1／平行リンク式
- 特許庁ホームページ【技術分類】21-6-1 自動二輪車サスペンション／リヤサスペンション3／ユニットスイング式